# Kyle McIndoe
Kyle McIndoe (ur. 21 marca 1998) – australijski judoka
Startował w Pucharze Świata w 2017. Złoty medalista mistrzostw Oceanii w 2018. Trzeci na mistrzostwach Australii w 2015 roku.